# S/S S:t Paul
S/S S:t Paul var ett svenskt lastfartyg som den 2 september 1914  sänktes av en mina i Nordsjön. Det var den svenska handelsflottans första krigsförlust under första världskriget. Samtliga 25 ombordvarande överlevde sänkningen.
S:t Paul var det första svenska handelsfartyg som utrustats med trådlös telegraf.

## Minsprängningen
S:t Paul avgick 31 augusti 1914 från Göteborg i barlast, med destination Sunderland. 
Den 2 september på förmiddagen observerades en flytmina strax styrbord om fartyget. Utkiken förstärktes då ytterligare. Vid halvtretiden samma dag befann sig fartyget cirka 28 sjömil ostsydost om Tyne då det med förskeppet stötte emot en förtöjd mina. Explosionen blev mycket kraftig, ett hål slogs upp i fartygsbotten mellan tredje och fjärde lastrummen, vilka vattenfylldes på några ögonblick. Radioantennen ramponerades och fartygsdelar slungades långt upp i luften. Inga muntliga order kunde ges på grund av det kraftiga dånet från den läckande ångmaskinen, men några livbåtar kunde sättas i sjön från det snabbt sjunkande fartyget, och hela besättningen lyckades rädda sig ned i de tre båtarna. Tio minuter efter explosionen gick S.t Paul till botten med aktern före.
Besättningen rodde mot den engelska kusten, och blev efter några timmars rodd upplockade av en norsk ångare, D/S Bruse, som förde dem till North Shields.